# Lyssomanes romani
Lyssomanes romani är en spindelart som beskrevs av Dmitri Viktorovich Logunov 2000. Lyssomanes romani ingår i släktet Lyssomanes och familjen hoppspindlar. Inga underarter finns listade i Catalogue of Life.